# عنقود شبه المنحرف

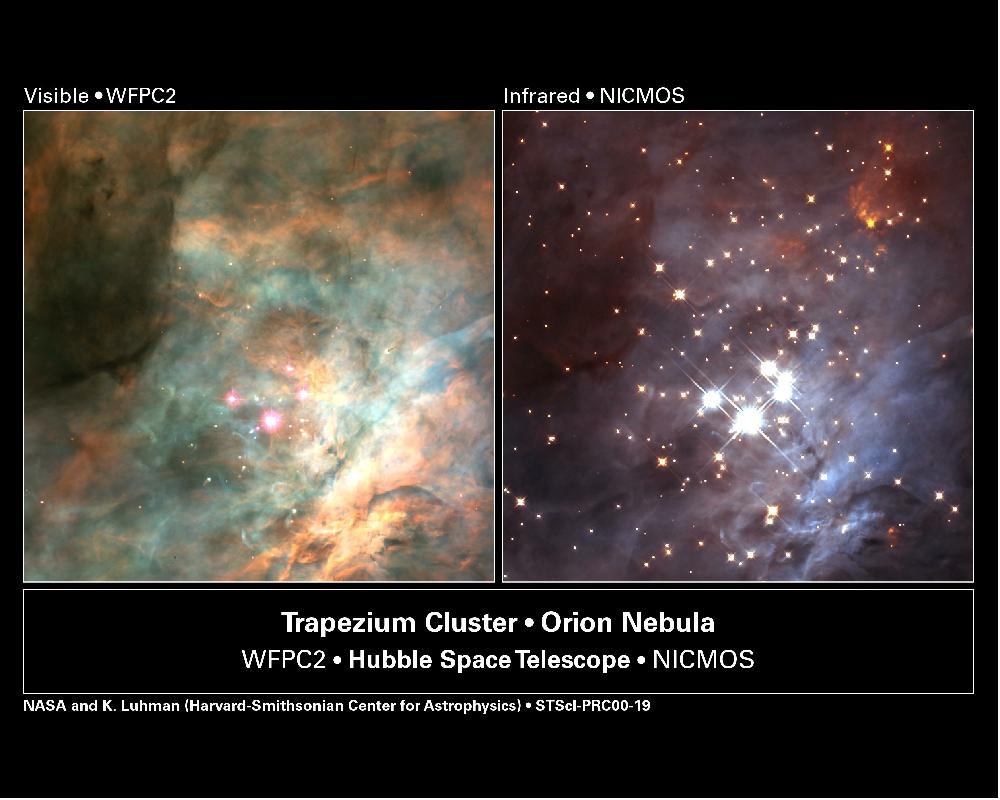
عنقود شبه المنحرف في وسط سديم الجبار. على اليسار بالضوء المرئي، على اليمين بالأشعة تحت الحمراء.

عنقود شبه المنحرف (بالإنجليزية: Trapezium cluster)‏ هو عنقود نجمي يوجد في سديم الجبار ويتكون من أربعة نجوم في شكل شبه منحرف وسديم الجبار هو واحد من أكبر السدم في سماء الأرض ينتمي إلى مجرتنا مجرة درب التبانة ويبعد عنا نحو 1350 سنة ضوئية.
يسمى عنقود شبه المنحرف أحيانا باسم θ1 الجبار (θ1 Orionis). وهو ينتمي إلى عنقود نجمي مفتوح تكثر فيه النجوم ولكن تلك الأربعة نجوم هي أوضحها . يبلغ قطر عنقود شبه المنحرف نحو 1.5 سنة ضوئية في سديم الجبار الذي يقع هو الآخر في كوكبة الجبار . يمكن رؤية سديم الجبار والذي يشغل نحو 10 درجات من صفحة السماء أيضا بالعين المجردة، أما رؤية عنقود شبه المنحرف فيحتاج رؤيته إلى تلسكوب صغير.

## أهميته الفلكية
تكونت نجوم عنقود شبه المنحرف قبل نحو 300.000 سنة من مادة سديم الجبار المكونة من منطقة هيدروجين II وعناصر أخرى . ولا يزال ضوء العنقود يعمل على إثارة المنطقة المحيطة بهم ويحثوها على التأين فتضيئ. في نفس الوقت تعمل إضاءة العنقود والجسيمات الصادرة منها على إزاحة المادة من تلك المنطقة في سديم الجبار وتشتتها تاركة ورائها تجويفًا كرويًا، يضيئ قلبها الأشعة الناتجة عن تأين الغاز مما يمكننا من رؤية قلب لسديم بوضوح من الأرض. تبلغ كتلة كل من النجوم الاربعة بين 15 إلى 40 كتلةً شمسيةً. ويعتبر عنقود شبه المنحرف أحد العناقيد النجمية الحديثة نسبيًا في سديم الجبار وهي تتكون من نحو 2000 نجم، موزعة في منطقة يبلغ قطرها نحو 20 سنةً ضوئيةً فقط .
| النجم                          | تصنيف طيفي | قدر ظاهري | ملاحظات                           |
| ------------------------------ | ---------- | --------- | --------------------------------- |
| θ1 الجبار A                    | B1         | 6,7       | نجم ثنائي متغير                   |
| θ1 الجبار B                    | B0         | 8,0       | نظام نجم متعدد (5 نجوم على الأقل) |
| [[θ1 Orionis C\|θ1 الجبار C]] ‏ | O6         | 5,1       | نجم ثنائي، أشدهم لمعانًا           |
| θ1 الجبار D                    | B0,5       | 6,7       | نجم ثنائي                         |

## اكتشافه
في عام 1610 صوب الفلكي الفرنسي نيكولا دو بيرسكتلسكوبه لأول مرة على تلك المنطقة، ويعتبر هو مكتشف عنقود شبه المنحرف. ثم بعده بعدة سنوات قام غاليليو غاليلي عام 1617 برصد تلك المنطقة، وكتب تقرير عن رؤيته في كتابه الفلكي . واستطاع رؤية ثلاثة نجوم من العنقود وهم A وC وD. ولاحظ أن الجزئين A وD متساويان في شدة اللمعان وأنهما على نفس البعد عن C . بذلك أصبح ثيتا أوريونيس
أول نجم يرى بالتلسكوب ويتضح أنه نفسه مكون من عدة نجوم .
وفي عام 1656 رصد الفلكي الهولندي كريستيان هويغنس سديم الجبار ورسمه. وحتى القرن التاسع عشر كان هويغنس يعتبر مكتشف سديم الجبار وعنقود شبه المنحرف نظرا للرسم الذي قام برسمه . وكان الحال عند هويغنس نفس الحال عند غاليليو فلم يتمكن إلا من رؤية ثلاثة فقط من نجوم شبه المنحرف. ثم جاء عام 1673 فاكتشف أبي جان بيكار النجم الرابع في عنقود شبه المنحرف. وكذلك لاحظ كريستيان هويغنس وجود النجم الرابع عام 1684 وأطلق على نظام الأربعة نجوم تسمية «شبه المنحرف» (Trapezium).

## التعريف بهم
يمكن التعرف على عنقود شبه المنحرف كأربعة نجوم ساطعة في سديم الجبار. وتسمى الأربعة نجوم A وB وC وD بطريقة تصاعدية بالنسبة إلى مطلع مستقيم . واشدهم سطوعا هو النجم C (أو Theta1 Orionis C|Theta1) الذي يبلغ قدره الطاهري 13و5 قدر ظاهري. وقد صُنف النجمان A وB على أن كل منهما نجم ثنائي.
وتتمكن الصور المأخوذة للأشعة تحت الحمراء الصادرة من تلك النجوم تخلل سحب الغاز والغبار المحيطة بهم، واستطعنا بذلك التعرف على نجوم أخرى كثيرة في سديم الجبار. ومما يدعو إلى الدهشة أنه تبين أن نصف تلك النجوم بالتقريب له قرص من الغبار يتمدد حوله، ومن المعتاد أن تلك التكوين هو النشكيل الذي يسبق تكون مجموعة من الكواكب حول نجم، مثلها في ذلك مثل المجموعة الشمسية المكونة من شمس كبيرة في الوسط يدور حولها عدد من الكواكب الصغيرة في مدارات. علاوة على ذلك فقد اكتشفت أيضا في سديم الجبار أقزامًا بنيةً وكذلك نجوم هاربة صغيرة.

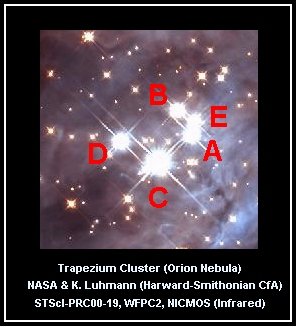
تعريف نجوم عنقود شبه المنحرف
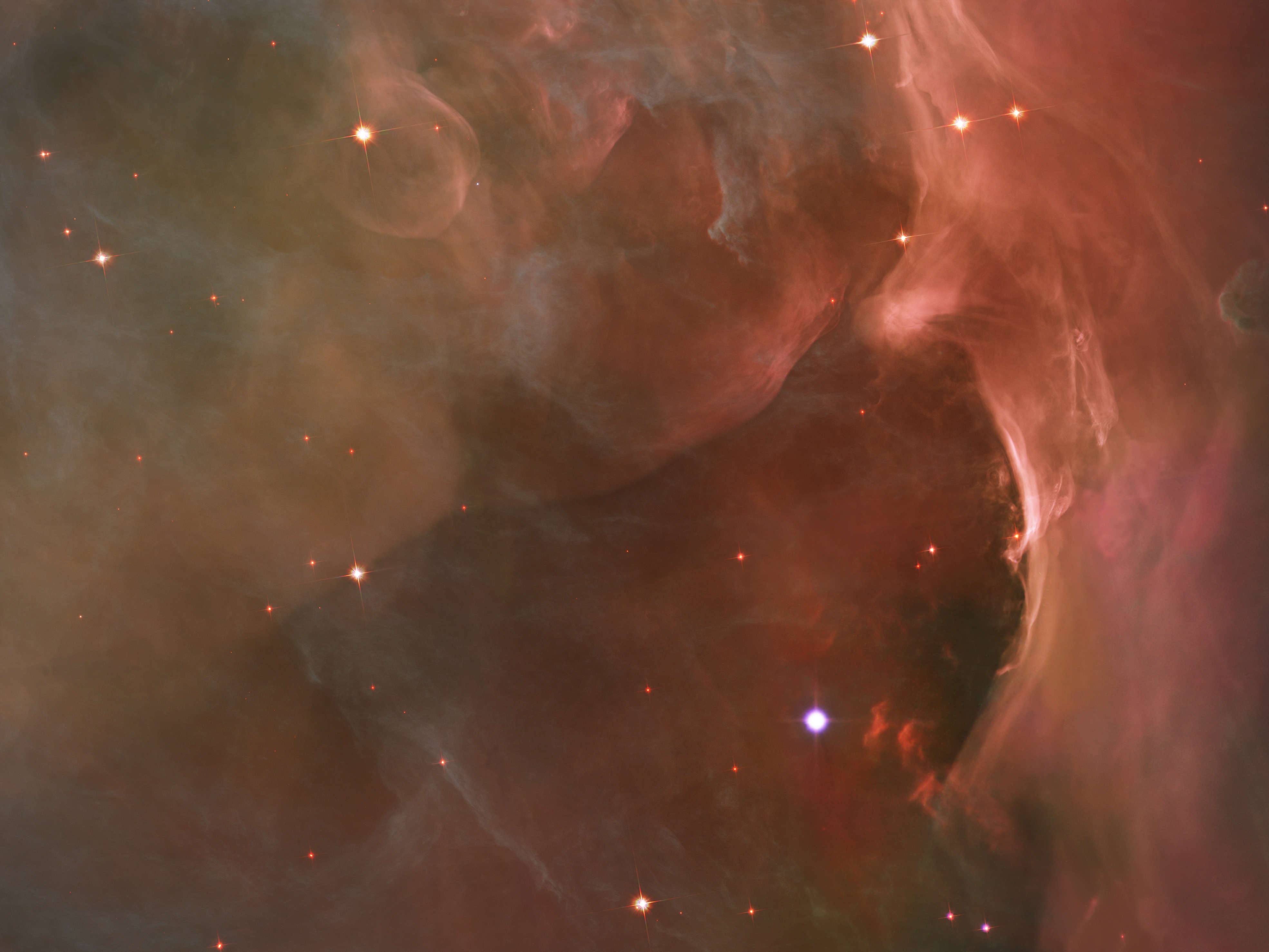
منطقة فقاعات ناشئة عن ريح نجمية ، وإضاءة المادة المحيطة بالنجوم بسبب ما تصدره النجوم من أشعة وجسيمات سريعة .

## وصلات خارجية
- موقع الكون في الإنترنت